# Khánh Yên Hạ
Khánh Yên Hạ là một xã thuộc huyện Văn Bàn, tỉnh Lào Cai, Việt Nam.
Xã Khánh Yên Hạ có diện tích 65,67 km², dân số năm 1999 là 4.361 người, mật độ dân số đạt 66 người/km².